# Vítězslav Hálek

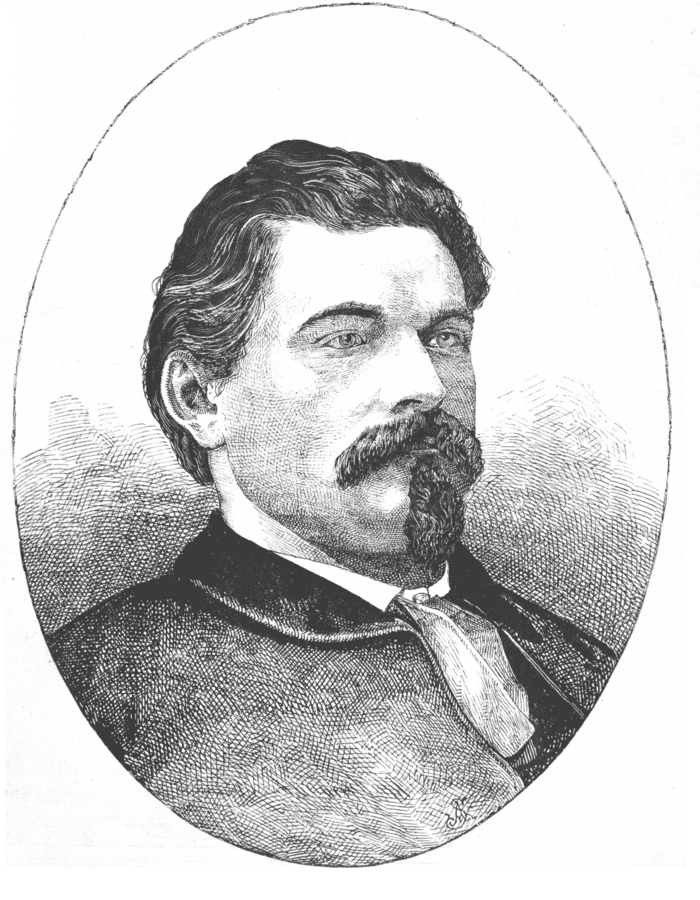
Vítězslav Hálek

Vítězslav Hálek (* 5. April 1835 in Dolínek bei Mělník; † 8. Oktober 1874 Prag) war tschechischer Dichter, Schriftsteller, Dramaturg und Journalist.

## Leben

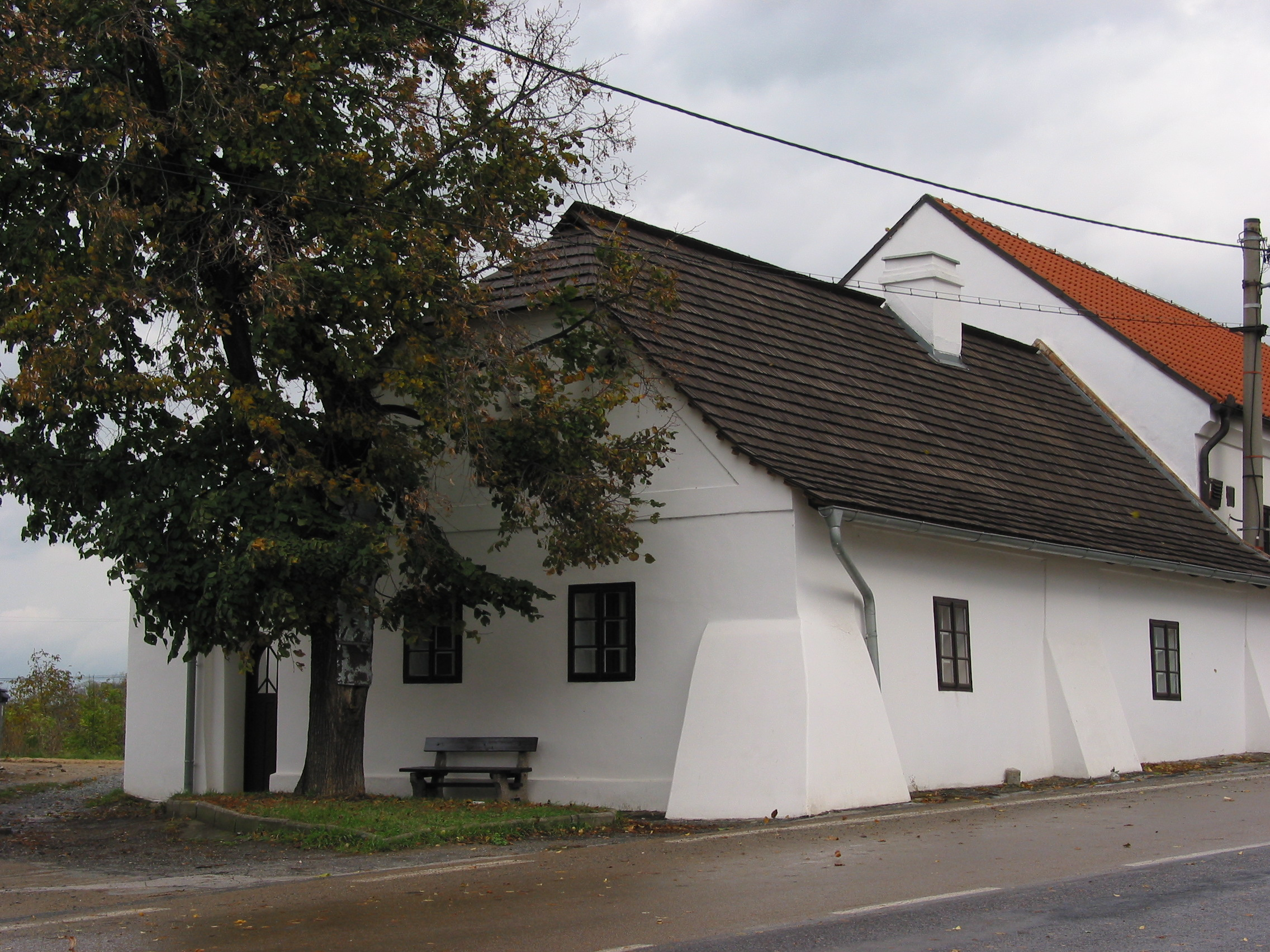
Háleks Geburtshaus in Dolínek

Hálek war gemeinsam mit Jan Neruda, Jakub Arbes, Adolf Heyduk und Rudolf Mayer Vertreter der sogenannten Májovci, mit denen eine neue Epoche der tschechischen Literatur begann und deren Sprecher er war. Gedichte schrieb er bereits als Student des Prager Gymnasiums. Nach der Beendigung der philosophischen Fakultät der Prager Karls-Universität widmete er sich nur noch der Literatur und dem Journalismus. Schwerpunkt seiner Tätigkeit war lyrische Poesie. Seine Sammlung Abendlieder (Večerní písně) und In der Natur (V přírodě) gehören zu den Fundamenten der böhmischen Lyrik des 19. Jahrhunderts.
Realistisch waren vor allem seine Erzählungen und Novellen, die sich um Prager Themen und Dorfgeschichten drehten, aber auch seine journalistische Arbeit. Als Redakteur der Nationalzeitung (Národní listy) schrieb er hunderte politischer, literarischer Feuilletons, Theaterkritiken und Reiseberichte. Er war am ersten Almanach Mai (Máj 1858) beteiligt und redigierte selbst seine Jahrbücher. Hálek war Mitherausgeber der Zeitschriften Blumen (Květy) und Lumír.
Er war in der Künstlerischen Diskussionsrunde (Umělecká beseda) tätig, dem Zentrum des kulturellen und Gesellschaftslebens seiner Zeit. Nach seinem Tod zerfiel die Gruppe der Májovci, und in den Mittelpunkt traten die neuen Generationen der Ruchovci und Lumírovci.

## Werke
- Frühlingslieder (Večerní písně). Gedichte. 1859
- Der Fuhrmann (Převozník). Deutsch von ?. Furche-Verlag 1964
- Die Erben des Weißen Berges. Hymnus. Musik 1872: Antonín Dvořák
- In der Natur (V přírodě). Gedichte. 1872–1874
- Märchen aus unserem Dorf (Pohádky z naší vesnice). 1874

## Ehrung

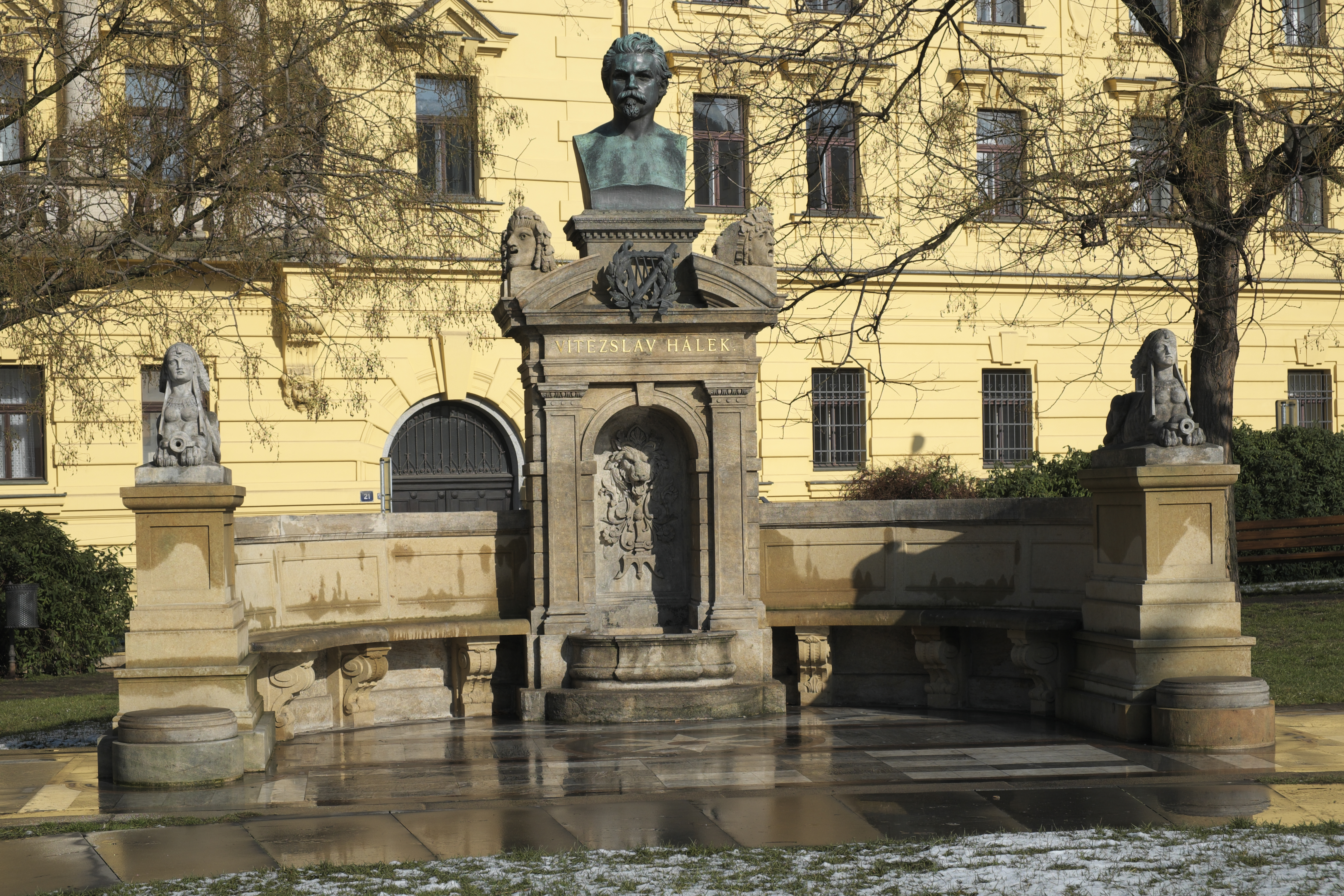
Büste zum Gedenken an Hálek auf dem Karlsplatz in Prag

Auf dem Karlsplatz in der Prager Neustadt wurde vor dem dortigen Rathaus ein Denkmal zu seinen Ehren aufgestellt. In seiner Geburtsstadt befinden sich ein Obelisk und die ebenfalls mit einem Gedenkstein geschmückte Grabstätte.